# Stazione di Villa del Conte
Stazione di Villa del Conte vasútállomás Olaszországban, Veneto régióban, Villa del Conte településen.

## Vasútvonalak
Az állomást az alábbi vasútvonalak érintik:
- Padova-Bassano-vasútvonal

## Kapcsolódó állomások
A vasútállomáshoz az alábbi állomások vannak a legközelebb: 
- Stazione di Fratte Centro (Stazione di Padova)
- Stazione di Cittadella (Stazione di Bassano del Grappa)